# Liste der Nummer-eins-Hits in Belgien (1967)
Diese Liste enthält alle Nummer-eins-Hits in Belgien im Jahr 1967. Es gab in diesem Jahr 13 Nummer-eins-Singles.
| Singles |
| --- |
| - Will Tura – El bandido - 5 Wochen (10. Dezember 1966 – 13. Januar 1967) - Tom Jones – Green, Green Grass of Home - 8 Wochen (15. Januar – 10. März) - The Monkees – I’m a Believer - 1 Woche (11. März – 17. März) - Engelbert Humperdinck – Release Me (And Let Me Love Again) - 7 Wochen (18. März – 5. Mai) - Petula Clark und Harry Secombe – This Is My Song - 1 Woche (6. Mai – 12. Mai) - Sandie Shaw – Puppet on a String - 5 Wochen (13. Mai – 16. Juni) - Manfred Mann – Ha! Ha! Said the Clown - 3 Wochen (17. Juni – 7. Juli) - Procol Harum – A Whiter Shade of Pale - 4 Wochen (17. Juli – 11. August) - Ronnie en The Ronnies – Beestjes... - 1 Woche (12. August – 18. August) - Scott McKenzie – San Francisco (Be Sure to Wear Flowers in Your Hair) - 8 Wochen (19. August – 13. Oktober) - Engelbert Humperdinck – The Last Waltz - 5 Wochen (14. Oktober – 17. November) - The Bee Gees – Massachusetts - 5 Wochen (18. November – 22. Dezember) - Tom Jones – I'm Coming Home - 6 Wochen (23. Dezember 1967 – 2. Februar 1968) |